# John Challis
John Spurley Challis (Bristol, Inglaterra; 16 de agosto de 1942-19 de septiembre de 2021) fue un actor británico de teatro y televisión. 

## Trayectoria profesional
Su carrera comenzó en 1964. Conocido por interpretar a Terrance Aubrey "Boycie" Boyce en la comedia de situación de BBC Television de larga duración Only Fools and Horses.
Participó en Coronation Street, The Sweeney, Doctor Who y Open All Hours, entre otros trabajos.

## Vida personal
Challis nació en Bristol en el 1942. Se mudó a Londres cuando era joven.
En septiembre de 2021, Challis anunció que le habían diagnosticado cáncer en 2019.